# Jack Lewis (Produzent)
Jack Lewis (* in Los Angeles; † im Januar 2011 ebenda) war ein US-amerikanischer Musikproduzent.

## Leben und Wirken
Lewis, der in einem jüdischen Waisenhaus aufwuchs und früh ein Auge verlor, begann seine Karriere als Schallplattenverkäufer im Sunset and Vine Record Shop in Los Angeles, bevor er als 18-Jähriger in New York als A&R bei Columbia Records eingestellt wurde. Er arbeitete ab den 1950er Jahren als Musikproduzent für das Label RCA Victor, wo er zunächst das Sublabel Vic Records und ab Mitte des Jahrzehnts die Reihe Jazz Workshop Series betreute, in der u. a. The Jazz Workshop von George Russell und weitere LPs gleichen Titels von Manny Albam, Billy Byers und Hal McKusick erschienen.
Ende der 1950er Jahre war Lewis für United Artists Records tätig, auf dem von ihm produzierte Schallplatten von Art Farmer (Modern Art, 1958), Randy Weston (Little Niles) und Bob Brookmeyer (The Ivory Hunters 1959, mit Bill Evans) veröffentlicht wurden. Im Laufe seiner Karriere arbeitete er mit Musikern wie Duke Ellington, Coleman Hawkins, Shorty Rogers, Zoot Sims, Al Cohn, André Previn, Milt Jackson, João Gilberto, Nina Simone, Jackie & Roy, Herbie Hancock, Bill Holman, The Lovin’ Spoonful und dem Regisseur Woody Allen. Er produzierte auch die Musik zu Filmen wie Lawrence von Arabien (1962), Dr. Seltsam, oder wie ich lernte, die Bombe zu lieben (1964) und verschiedene Jazz-Anthologien.
Mit seinem Geschäftspartner Monte Kay (1924–1988) gründete Lewis Mitte der 1960er Jahre das Label Ascot, auf dem unter anderem Singles der Country Rockband International Submarine Band erschienen, die jedoch erfolglos blieben. Für Mercury Records produzierten die beiden Musik der Sängerin Nora Guthrie, für Polydor 1970 das Album Turn it Over von Tony Williams’ Gruppe Lifetime mit John McLaughlin. Anfang der 1970er Jahre betrieben Lewis und Kay das kurzlebige Label Little David Records, auf dem vorwiegend Schallplatten der Komiker George Carlin, Flip Wilson und des Sängers Kenny Rankin, aber auch Jazzmusik von John Lewis und Hank Jones erschien.